# Kazimierzpaleis
Het Kazimierzpaleis (Pools: Pałac Kazimierzowski w Warszawie) is een paleis in Warschau. Het bouwwerk is een beschermd architectonisch monument.

## Geschiedenis

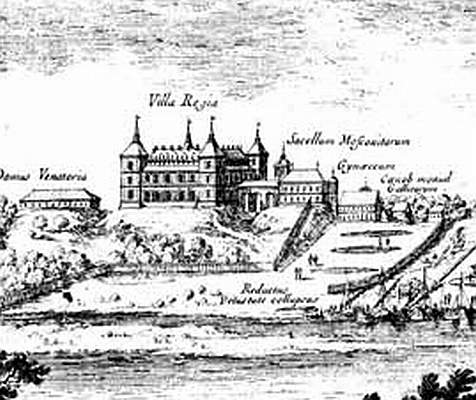
De Villa Regia in 1656

Het oorspronkelijke vroeg-barokpaleis is tussen 1637-1641 in opdracht van prinses Anna Wasa voor Wladislaus Wasa als zomerpaleis gebouwd en draagt de naam van de half-broer van Wladislaus. De aangewezen architect was Giovanni Trevano. Het paleis stond destijds ook bekend als Villa Regia (Latijn voor 'Koninklijke villa'). August II van Polen liet het complex uitbreiden en Stanislaus August Poniatowski is de opdrachtgever van de grondige verbouwing van het paleisinterieur tussen 1765-68 voor de School van Ridderlijkheid. De aangewezen architect voor dit project was Domenico Merlini.
Het paleis vormde in 1816 de basis voor de Universiteit van Warschau en is tegenwoordig nog steeds onderdeel van de campus als administratief gebouw. Het paleis en haar bijgebouwen zijn in de 19e eeuw naar de huidige neoclassicistische vorm herbouwd. Frédéric Chopin woonde destijds in een van de bijgebouwen.
Het paleis is tijdens de Tweede Wereldoorlog verwoest en tussen 1945-54 herbouwd naar het ontwerp van Piotr Biegański.

## Bezitters
- Koning Jan II Casimir van Polen
- Koning Jan III Sobieski
- Koning August II van Polen
- Hertog Aleksander Józef Sułkowski
- Koning Stanislaus August Poniatowski

Belvedèrepaleis · Kasteel Będzin · Bobolice · Chęciny ·  Groene Poort · Koninklijk Kasteel (Warschau) · Lublin · Łazienkipaleis · Łęczyca · Slot Mariënburg · Marywil · Myślewicki-paleis · Niepołomice · Nowy Sącz · Ogrodzieniec · Kazimierzpaleis ·Paleis onder het blikken dak · Piotrków Trybunalski · Koninklijk Paleis (Poznań) · Sandomierz · Sanok · Saksisch Paleis · Tykocin · Ujazdówkasteel · Wawel · Wilanówpaleis